# Бемба, Жан-Пьер
Жан-Пьер Бемба Гомбо (фр. Jean-Pierre Bemba Gombo; род. 4 ноября 1962, Бокада, Северное Убанги (Экваториальная провинция) — конголезский политик, вице-президент Демократической Республики Конго в 2003—2006 годах, кандидат в президенты на выборах 2006 года (занял второе место), лидер Освободительного движения Конго. С 2008 года находился под следствием в Международном уголовном суде по обвинению в военных преступлениях. 22 марта 2016 года Международный уголовный суд признал Жан-Пьера Бембу виновным в военных преступлениях и преступлениях против человечества, но в 2018 году приговор был отменён по апелляции.

## Биография
Родился в семье крупного бизнесмена, близкого к Мобуту Сесе Секо, сестра Жан-Пьера замужем за одним из сыновей диктатора. Получив образование в области управления бизнесом в Брюсселе, продолжал дела отца. В начале 1990-х годов был личным помощником Сесе Секо. После свержения диктатора, Бемба при прямой поддержке Уганды сформировал Освободительное движение Конго (ОДК) в 1998 году, которое приняло активное участие во Второй конголезской войне на стороне антиправительственных сил. ОДК заняло всю северную часть страны.
В 2002 году президент Центральноафриканской Республики Анж-Феликс Патассе пригласил Освободительное движение Конго на борьбу с повстанцами. Пребывание отрядов ОДК в ЦАР было отмечено жестоким отношением к мирному населению, что позже стало основанием для привлечения Бембы к суду. В соответствии с условиями перемирия, в 2003 году Бемба, как лидер крупной антиправительственной группировки, после переговоров в Претории стал одним из четырёх вице-президентов Демократической Республики Конго (вместе с Азариасом Рубервой, Абдулайем Еродиа Ндомбаси и Артуром З’ахиди Нгома).
В 2006 году выставил свою кандидатуру на президентских выборах в Конго. Он получил 3 392 592 (20,03 %) голосов в первом туре и 6 819 822 (41,95 %) — во втором. Значительную часть его электората составило население северных регионов — так, во втором туре в Экваториальной провинции за Бембу проголосовало 2,4 млн избирателей против 70 тысяч за Жозефа Кабилу.

## Обвинения и приговор
В 2008 году Бемба был арестован в Брюсселе по ордеру Международного уголовного суда. Против него были выдвинуты обвинения по двум эпизодам преступлений против человечности (убийства и изнасилования) и трём эпизодам военных преступлений (убийства, изнасилования, мародёрство). Бемба обвинялся в попустительстве бездействием, когда «в течение пяти месяцев своего присутствия на территории Центрально-Африканской республики члены вооруженного движения [ОДК] насиловали женщин, мужчин, детей и стариков, грабили и убивали всех, кто оказывал им малейшее сопротивление».
22 марта 2016 года Международный уголовный суд признал Жан-Пьера Бембу виновным в совершении военных преступлений и преступлений против человечества. Суд признал, что Бемба как лидер Освободительного движения Конго имел полный контроль над своими подчиненными и знал о преступлениях, которые они совершают, однако не принял никаких мер для того, чтобы прекратить их. Боевики Бембы часто насиловали женщин и девочек на виду у их родственников. Этот вердикт стал первым случаем в истории Международного уголовного суда, когда подсудимый был признан виновным, помимо прочего, в сексуальном насилии.
21 июня Международный уголовный суд приговорил Бембу к 18 годам тюрьмы за военные преступления и преступления против человечества, совершённые Освободительным движением Конго.
В марте 2017 года ему был вынесен второй приговор, назначивший дополнительный год тюрьмы и штраф 300 тысяч евро за подкуп свидетелей по предыдущему делу. Кроме того, четыре адвоката Бембы получили тюремные сроки от полугода до двух с половиной лет, также за подкуп свидетелей.

## Отмена приговора
9 июня 2018 года первый приговор Бембе за военные преступления и преступления против человечности был отменён Апелляционной палатой Международного уголовного суда. Апелляционная палата отметила, что Жан-Пьер Бемба «не может быть привлечён к ответственности за преступления, совершённые находившимися под его контролем бойцами», а при вынесении приговора не были учтены усилия, предпринятые Бембой для того, чтобы остановить преступления. Тем не менее, Жан-Пьер Бемба был оставлен под стражей, поскольку ожидается рассмотрение апелляции по второму приговору.

## Возвращение в Конго
1 августа 2018 года после 11 лет заключения Бемба вернулся в Демократическую Республику Конго для участия в президентских выборах и рассматривался как наиболее сильный кандидат от оппозиции. После рассмотрения его кандидатуры Независимой национальной избирательной комиссией, ему было отказано в выдвижении, но Бемба оказал политическую поддержку кандидату Мартину Фаюлу, который проиграл выборы Феликсу Чисекеди.
8 марта 2019 года Бемба потребовал компенсации у Международного уголовного суда в размере 68,8 млн евро: 12 млн за незаконное тюремное заключение, 10 млн за причинённые убытки, 4,2 млн на покрытие судебных издержек и 42,4 млн за урон имуществу.